# Baidu
A Baidu, Inc. (/ˈbaɪduː/ BY-doo; chinês: 百度, pinyin: Bǎidù, que significa "cem vezes") é uma empresa multinacional chinesa de tecnologia especializada em serviços e produtos relacionados à Internet e inteligência artificial (IA), com sede no distrito de Haidian, em Pequim. É uma das maiores empresas de IA e Internet do mundo. A holding do grupo está constituída nas Ilhas Cayman. A Baidu foi incorporada em janeiro de 2000 por Robin Li e Eric Xu. O Baidu tem origens no RankDex, um mecanismo de busca anterior desenvolvido por Robin Li em 1996, antes de fundar o Baidu em 2000.
O Baidu oferece vários serviços, incluindo um mecanismo de pesquisa chinês, bem como um serviço de mapeamento chamado Baidu Maps. O Baidu oferece cerca de 57 serviços de pesquisa e comunitários, como o Baidu Baike (uma enciclopédia on-line), o Baidu Wangpan (um serviço de armazenamento em nuvem) e o Baidu Tieba (um fórum de discussão baseado em palavras-chave).
A Unidade de Negócios Globais (GBU) da Baidu é responsável pelos produtos e serviços internacionais da Baidu para mercados fora da China. O portfólio de produtos da Baidu GBU inclui os aplicativos de teclado Simeji e Facemoji Keyboard, a plataforma de recomendação de conteúdo popIn, a rede de realidade aumentada OmniAR, o projetor inteligente japonês popIn Aladdin e a plataforma de anúncios MediaGo, focada em anunciantes chineses que buscam alcançar usuários estrangeiros. Em 2017, a Baidu GBU firmou uma parceria com a Snap Inc. para atuar como revendedora oficial de anúncios da empresa para o Snapchat na Grande China, Coreia do Sul, Japão e Cingapura. A parceria foi prorrogada em 2019.
Em 2018, a Baidu alienou a parte "Global DU business" de seus negócios no exterior, que desenvolveu uma série de aplicativos utilitários, incluindo ES File Explorer, DU Caller, Mobojoy, Photo Wonder e DU Recorder, etc. Este negócio agora opera independentemente do Baidu sob o nome DO Global.
O Baidu tem o segundo maior mecanismo de pesquisa do mundo e detinha uma participação de mercado de 76,05% no mercado de mecanismos de pesquisa da China. Em dezembro de 2007, a Baidu tornou-se a primeira empresa chinesa a ser incluída no índice NASDAQ-100. Em maio de 2018, o valor de mercado do Baidu subiu para US$ 99 bilhões. Em outubro de 2018, a Baidu tornou-se a primeira empresa chinesa a se juntar ao consórcio de ética computacional Parceria em IA (Partnership on AI), com sede nos Estados Unidos.

## História

### Desenvolvimento inicial

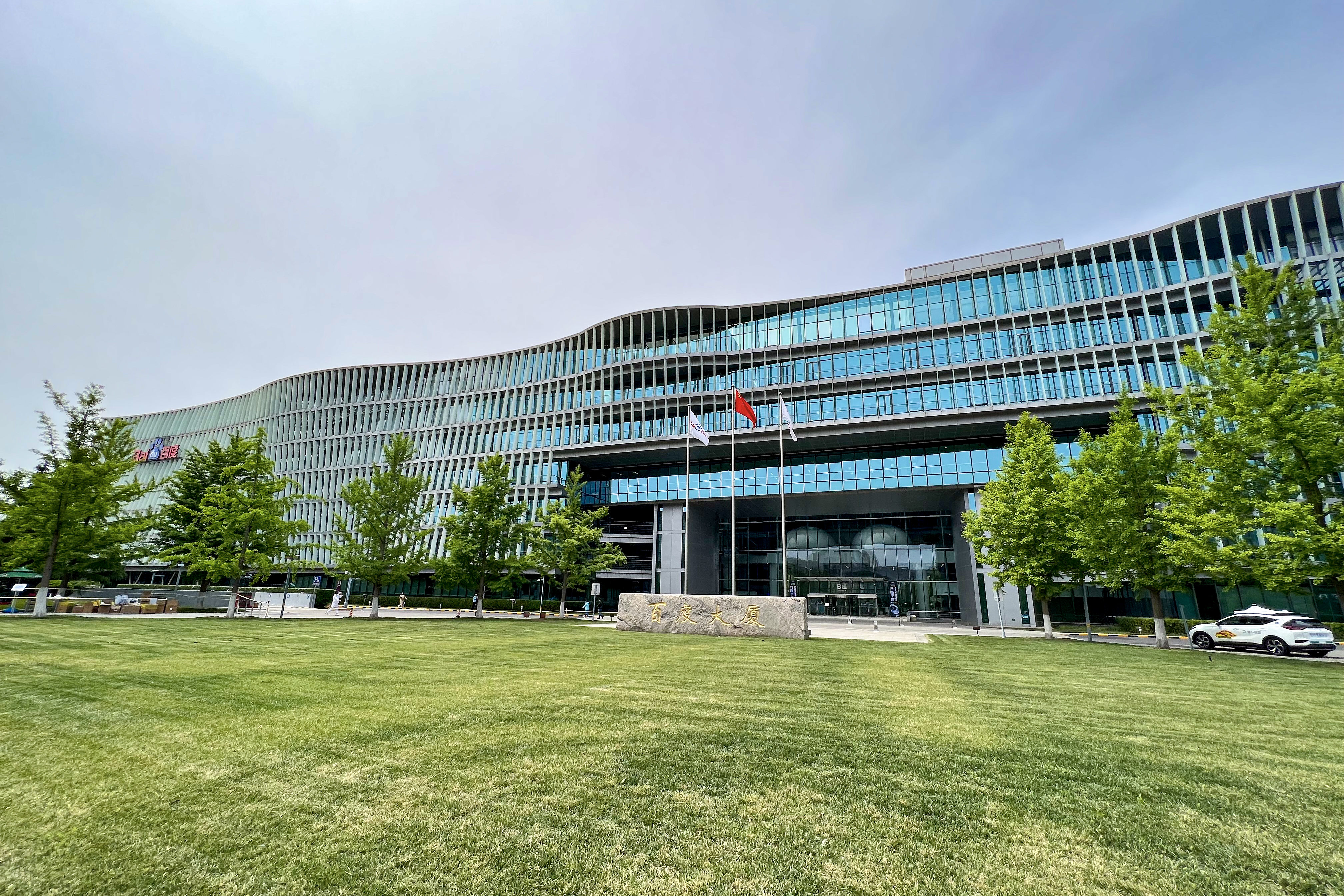
Edifício da sede da Baidu concluído em 2009

Em 1994, Robin Li (Li Yanhong, 李彦宏) juntou-se à IDD Information Services, uma divisão de Nova Jersey da Dow Jones & Company, onde ajudou a desenvolver software para a edição on-line do The Wall Street Journal. Ele também trabalhou no desenvolvimento de melhores algoritmos para os motores de busca e permaneceu no IDD Information Services de maio de 1994 a junho de 1997.
Em 1996, enquanto estava na IDD, Li desenvolveu o algoritmo de pontuação de sites RankDex para o ranking de páginas de resultados de mecanismos de pesquisa e recebeu uma patente dos EUA para a tecnologia. Lançado em 1996, o RankDex foi o primeiro mecanismo de busca que usava hiperlinks para medir a qualidade dos sites que estava indexando. Li referiu-se ao seu mecanismo de busca como "análise de links", que envolvia classificar a popularidade de um site com base em quantos outros sites haviam vinculado a ele. Ele antecedeu o algoritmo PageRank semelhante usado pelo Google dois anos depois, em 1998; O fundador do Google, Larry Page, fez referência ao trabalho de Li como uma citação em algumas de suas patentes nos EUA para o PageRank.  Li mais tarde usou sua tecnologia RankDex para o mecanismo de busca Baidu.
A Baidu foi incorporada em 18 de janeiro de 2000, por Robin Li e Eric Xu. Em 2001, o Baidu permitiu que os anunciantes licitassem por espaço publicitário e, em seguida, pagassem ao Baidu toda vez que um cliente clicasse em um anúncio, antecedendo a abordagem do Google à publicidade. Em 2003, o Baidu lançou um motor de busca de notícias e um motor de busca de imagens, adotando uma tecnologia de identificação especial capaz de identificar e agrupar os artigos.
A Baidu abriu o capital em Wall Street através de uma entidade de interesse variável (VIE) com sede nas Ilhas Cayman em 5 de agosto de 2005.
Em 31 de julho de 2012, a Baidu anunciou que se uniria à Sina para fornecer resultados de pesquisa móvel.
Em 18 de novembro de 2012, a Baidu anunciou que faria uma parceria com a Qualcomm para oferecer armazenamento em nuvem gratuito para usuários do Android com processadores Snapdragon.
Em 2 de agosto de 2013, o Baidu lançou seu aplicativo Personal Assistant, projetado para ajudar CEOs, gerentes e trabalhadores de colarinho branco a gerenciar seus relacionamentos comerciais.
Em 16 de maio de 2014, o Baidu nomeou o Dr. Andrew Ng como cientista-chefe. O Dr. Ng liderará a Baidu Research no Vale do Silício e em Pequim.
Em 18 de julho de 2014, a empresa lançou uma versão brasileira do buscador, o Baidu Busca.
Em 9 de outubro de 2014, o Baidu anunciou a aquisição do site de comércio eletrônico local brasileiro Peixe Urbano.
Em abril de 2017, a Baidu anunciou o lançamento de seu projeto Apollo (Apolong), uma plataforma de veículos autônomos, em uma tentativa de ajudar a impulsionar o desenvolvimento de carros autônomos, incluindo plataforma de veículos, plataforma de hardware, plataforma de software de código aberto e serviços de dados em nuvem. A Baidu planeja lançar este projeto em julho de 2017, antes de introduzir gradualmente recursos de condução totalmente autônoma em rodovias e estradas urbanas abertas até 2020. Em setembro de 2017, a Baidu lançou um fundo de condução autônoma de US $ 1,5 bilhão para investir em até 100 projetos de direção autônoma nos três anos seguintes. Ao mesmo tempo, o software de código aberto Apollo versão 1.5 também foi lançado.
Em junho de 2017, a Baidu fez uma parceria com a Continental e a Bosch, fornecedoras da indústria automobilística, em direção automatizada e carros conectados.
Em setembro de 2017, a Baidu lançou um novo tradutor falante portátil que pode ouvir e falar em vários idiomas diferentes. Menor do que um smartphone típico, o dispositivo de tradução de 140 gramas também pode ser usado como um roteador Wi-Fi portátil e é capaz de operar em redes em 80 países. Ainda está em desenvolvimento. O Baidu também estará inserindo a tecnologia de inteligência artificial (IA) em smartphones, por meio de sua plataforma de aprendizado profundo. No mesmo período, também liderou um investimento conjunto de US$ 12 bilhões com o Alibaba Group, Tencent, JD.com e Didi Chuxing, adquirindo 35% das participações da China Unicom.
Em outubro de 2017, de acordo com o The Wall Street Journal, o Baidu lançaria ônibus autônomos na China em 2018. No mesmo mês, o Baidu anunciou que sua primeira conferência anual de tecnologia Baidu World (Bring AI to Life) seria realizada e transmitida ao vivo em 16 de novembro de 2017, no China World Summit Wing e Kerry Hotel, reunindo executivos, funcionários, parceiros, desenvolvedores e mídia da Baidu para discutir a missão e a estratégia da empresa, avanços tecnológicos, desenvolvimentos de novos produtos, e seu ecossistema aberto de inteligência artificial (IA).
Em agosto de 2021, a Baidu revelou um novo conceito Robocar que se diz ser capaz de condução autônoma de nível 5. Ele também vem com o mais recente chip de IA de segunda geração que pode analisar o ambiente interno e externo para fornecer sugestões preditivas para atender proativamente às necessidades dos passageiros.
Em junho de 2022, a Jidu Auto, uma empresa de veículos elétricos inteligentes originalmente apoiada pela Baidu e pela Geely, revelou seu primeiro conceito ROBO-01 na forma de um veículo de pré-produção. O ROBO-01 funciona na plataforma Sustainable Experience Architecture (SEA), uma plataforma modular de veículos elétricos desenvolvida pela Geely Holding.
Em setembro de 2023, o motor de busca lança seu chatbot baseado em seu modelo de IA generativa, GenAI Ernie.

### Ataque de redirecionamento de nome de domínio
Em 12 de janeiro de 2010, os registros DNS do Baidu.com nos Estados Unidos foram alterados de tal forma que os navegadores para baidu.com foram redirecionados para um site que supostamente seria o Exército Cibernético Iraniano, que se acredita estar por trás do ataque ao Twitter durante os protestos eleitorais iranianos de 2009, tornando o site adequado inutilizável por quatro horas. usuários da Internet foram recebidos com uma página dizendo "Este site foi atacado pelo Exército Cibernético Iraniano". hackers chineses mais tarde responderam atacando sites iranianos e deixando mensagens. A Baidu mais tarde iniciou uma ação legal contra Register.com por negligência grave depois que foi revelado que a equipe de suporte técnico da Register.com alterou o endereço de e-mail para Baidu.com a pedido de um indivíduo não identificado, apesar de falhar nos procedimentos de verificação de segurança. Uma vez que o endereço foi alterado, o indivíduo foi capaz de usar o recurso de senha esquecida para ter as senhas de domínio do Baidu enviadas diretamente para eles, permitindo que eles realizassem o sequestro de domínio. O processo foi resolvido fora do tribunal sob termos não revelados depois que Register.com emitiu um pedido de desculpas.

### Trabalhadores do Baidu presos
Em 6 de agosto de 2012, a BBC informou que três funcionários do Baidu foram presos por suspeita de que aceitaram subornos. Os subornos teriam sido pagos para apagar postagens do serviço do fórum. Quatro pessoas foram demitidas em conexão com essas prisões.

### 91 Aquisição sem fio
Em 16 de julho de 2013, a Baidu anunciou sua intenção de comprar a 91 Wireless da NetDragon. A 91 Wireless é mais conhecida por sua loja de aplicativos, mas foi relatado que a loja de aplicativos enfrenta privacidade e outros problemas legais. Em 14 de agosto de 2013, a Baidu anunciou que sua subsidiária integral Baidu (Hong Kong) Limited assinou um acordo de fusão definitivo para adquirir a 91 Wireless Web-soft Limited da NetDragon Web-soft Inc. por US $ 1,85 bilhão no que foi relatado como o maior negócio de todos os tempos no setor de TI da China.

### Nome
O nome Baidu (chinês: 百度) significa literalmente "cem vezes", ou alternativamente, "inúmeras vezes". É uma citação da última linha do poema clássico de Xin Qiji (chinês: 辛弃疾) "Mesa de Jade Verde no Festival das Lanternas" (chinês: 青玉案·元夕) dizendo: "Tendo procurado centenas de vezes na multidão, de repente voltando-se para trás, ela está lá à luz de velas mais escura". (chinês simplificado: 众里寻他千百度, 蓦然回首, 那人却在灯火阑珊处。)

## Serviços e produtos
A Baidu oferece vários serviços para localizar informações, produtos e serviços usando termos de pesquisa em chinês, tais como, pesquisa por fonética chinesa, pesquisa avançada, instantâneos, corretor ortográfico, cotações de ações, notícias, saberes, barra postal, imagens, vídeo e informações espaciais, e horários de meteorologia, trem e voo e outras informações locais. A cadeia de caracteres do agente do usuário do mecanismo de pesquisa Baidu é o Baiduspider.
- Baidu Maps (百度地图) é uma solução de mapeamento para desktop e dispositivos móveis semelhantes ao Google Maps, mas cobrindo apenas a região da Grande China.
- Baidu Wangpan (百度网盘), anteriormente Baidu Cloud (百度云) é um serviço de armazenamento em nuvem que oferece 2 TB de armazenamento de dados gratuito.[64]
- A Baidu iniciou seu serviço de busca em japonês, administrado pela Baidu Japan, o primeiro serviço regular da empresa fora da República Popular da China.[65] Inclui uma barra de pesquisa para páginas Web e pesquisas de imagens, ajuda ao utilizador e serviços avançados.[66] O motor de busca japonês fechou em 16 de março de 2015.[67]
- O Baidu Tieba (百度贴吧) fornece aos usuários uma comunidade pesquisáveis baseada em consultas para trocar pontos de vista e compartilhar conhecimentos e experiências. É uma comunidade on-line fortemente ligada ao serviço de pesquisa do Baidu.
- O Baidu News fornece links para uma seleção de notícias locais, nacionais e internacionais, e apresenta notícias em um formato pesquisáveis, poucos minutos após sua publicação na Web. O Baidu News usa um processo automatizado para exibir links para manchetes relacionadas, o que permite que as pessoas vejam muitos pontos de vista diferentes sobre a mesma história. Fontes do governo chinês e da indústria chinesa afirmaram que o Baidu recebeu uma licença de Pequim, o que permite que o mecanismo de busca se torne um site de notícias de pleno direito. Assim, o Baidu é capaz de fornecer seus próprios relatórios, além de mostrar certos resultados como um mecanismo de pesquisa. O Baidu é o primeiro mecanismo de busca chinês a receber tal licença.[68]
- O Baidu Knows (百度知道) fornece aos usuários uma comunidade pesquisável baseada em consultas para compartilhar conhecimento e experiência. Através do Baidu Knows, os membros registrados do Baidu Knows podem postar perguntas específicas para outros membros responderem e também responder a perguntas de outros membros.
- Baidu MP3 Search fornece links gerados por algoritmos para músicas e outros arquivos multimídia fornecidos por provedores de conteúdo da Internet. O Baidu começou com um recurso popular de pesquisa de música chamado "MP3 Search" e suas listas abrangentes de música popular chinesa, o Baidu 500, com base em números de download. Baidu localiza formatos de arquivo como MP3, WMA e SWF. O recurso de pesquisa multimídia é usado principalmente em pesquisas de música pop chinesa. Embora tais obras sejam protegidas por direitos autorais sob a lei chinesa, a Baidu afirma em seu aviso legal que a vinculação a esses arquivos não violam a lei chinesa. Isso levou outros mecanismos de busca locais a seguir a prática, incluindo o Google China (Hong Kong), que usa uma empresa intermediária chamada Top100 para oferecer um serviço de pesquisa MP3 semelhante.
- O Baidu Image Search permite que os usuários pesquisem milhões de imagens na Internet. O Baidu Image Search oferece recursos como pesquisa por tamanho de imagem e por tipo de arquivo de imagem. As listagens de imagens são organizadas por várias categorias, sendo atualizadas automaticamente por meio de algoritmos.
- O Baidu Video Search permite que os usuários pesquisem e acessem por meio de hiperlinks de clipes de vídeo on-line hospedados em sites de terceiros.
- O Baidu Space, o serviço de rede social do Baidu, permite que usuários registrados criem homepages personalizadas em uma comunidade pesquisáveis baseada em consultas.[69] Os utilizadores registados podem publicar os seus registos Web ou blogues, álbuns de fotografias e determinadas informações pessoais nas suas páginas iniciais e estabelecer as suas próprias comunidades de amigos que também são utilizadores registados. Em julho de 2009, atingiu 100 milhões de usuários registrados.
- Baidu Baike, é a maior enciclopédia on-line da China por usuários e visualizações de página / tráfego na web; segunda maior enciclopédia por contagem de artigos (depois de Hudong).
- Baidu Translate (百度翻译), um serviço de tradução online originado em fevereiro de 2013.[70] A partir de abril de 2020, suporta 200 idiomas, o maior número de qualquer serviço de tradução online, para ajudar a combater a COVID-19.[71]
  - China Digital Village Encyclopedia (中国数字乡村大百科全书), em junho de 2009, a Baidu anunciou que compilaria a maior enciclopédia rural digital da China, de acordo com o China Securities Journal. Espera-se que inclua 500.000 aldeias administrativas na China, cobrindo 80% do total de 600.000 aldeias na China. O Baidu está criando o conteúdo desta enciclopédia em grande parte a partir de participantes de sua "competição de informação rural" (乡村信息化大赛), na qual gastou cerca de cinco milhões de yuans em incentivos.[72] O Baidu vê as áreas rurais da China como um grande potencial para negócios eletrônicos (E-business), evidenciado pelo fato de que a receita cresceu mais rapidamente com agricultura, silvicultura, animais e pesca no projeto de promoção de palavras-chave da empresa, uma fonte crucial da receita total da Baidu. Além da Baidu Encyclopedia, a empresa amplia a promoção de palavras-chave e aproveita outros produtos, como Baidu Zhidao e Baidu Youa, para fornecer consultoria, exposições de anúncios de marca e suporte de plataforma de marketing / vendas de rede on-line, informações de marketing para turismo rural e promoção de produtos locais.[73]
- O Baidu Search Ranking fornece listagens de termos de pesquisa com base em consultas de pesquisa diárias inseridas em Baidu.com. As listagens são organizadas por categorias e permitem que os usuários localizem termos de pesquisa em tópicos de interesse.
- O Baidu Web Directory permite que os usuários naveguem e pesquisem em sites que foram organizados em categorias.
- A Baidu Government Information Search permite que os usuários pesquisem vários regulamentos, regras, avisos e outras informações anunciadas por entidades governamentais da República Popular da China.
- Baidu Postal Code Search permite que os usuários pesquisem códigos postais em centenas de cidades na China.
- A Pesquisa de Sites Educacionais permite que os usuários pesquisem os Sites de instituições de ensino. A Baidu University Search permite que os usuários pesquisem informações ou naveguem pelos sites de universidades específicas na China.
- O Baidu Legal Search permite que os usuários pesquisem um banco de dados que contém leis e regulamentos nacionais e locais, casos, decisões legais e dicionários de leis.
- Baidu Love é uma comunidade pesquisáveis baseada em consultas onde os usuários registrados podem escrever e postar mensagens para os entes queridos.
- O Baidu Patent Search permite que os usuários pesquisem patentes chinesas específicas e fornece informações básicas sobre patentes nos resultados da pesquisa, incluindo o nome da patente, o número do pedido, a data de depósito, a data de emissão, as informações do inventor e uma breve descrição da patente.
- Baidu Games é um canal on-line que permite aos usuários pesquisar ou navegar através de notícias e conteúdo relacionados a jogos.
- Baidu-Hexun Finance, um site de informações financeiras, com o parceiro Hexun.com, um provedor de serviços de informações financeiras na China com relatórios de notícias e licenças de consultoria de valores mobiliários.[74] Os usuários podem pesquisar ou navegar por notícias econômicas e financeiras, informações relacionadas à gestão de patrimônio pessoal e estatísticas de mercado relacionadas.
- O Baidu Statistics Search permite que os usuários pesquisem estatísticas que foram publicadas pelo Governo da República Popular da China.
- Baidu Entertainment é um canal on-line para notícias e conteúdo relacionados ao entretenimento. Os usuários podem pesquisar ou navegar por notícias e outras informações relacionadas a estrelas específicas, filmes, séries de televisão e músicas.
- Baidu Tongji é a plataforma de análise da web (Web analytics) da Baidu. Ele fornece aos usuários muitos relatórios sobre os visitantes de seu site, como um relatório sobre a origem dos visitantes de seu site, um relatório demográfico do usuário, relatórios sobre o conteúdo visualizado no site e um relatório de mapa de calor.[75]
- O Baidu Dictionary fornece aos usuários serviços de pesquisa e tradução de texto entre chinês e inglês.
- Baidu Youa, uma plataforma de compras on-line / comércio eletrônico on-line através da qual as empresas podem vender seus produtos e serviços em lojas registradas na Baidu.[76]
- Baidu Desktop Search, um software gratuito para download, que permite aos usuários pesquisar todos os arquivos salvos em seu computador sem iniciar um navegador da Web.
- Baidu Sobar, um software gratuito para download, exibido na barra de ferramentas de um navegador e torna a função de pesquisa disponível em todas as páginas da Web que um usuário navega.
- A Baidu Wireless fornece vários serviços para telefones celulares, incluindo um processador front-end de entrada chinesa (FEP) para vários sistemas operacionais populares, incluindo Android, Symbian S60v5 e Windows Mobile.
- O Baidu Anti-Virus oferece produtos de software antivírus e notícias relacionadas a vírus de computador.
- O Baidu Safety Center, lançado em 2008, oferece aos usuários verificação gratuita de vírus, reparo do sistema e avaliações de segurança on-line.
- Baidu Internet TV (conhecido como Baidu Movies) permite aos usuários pesquisar, assistir e baixar filmes gratuitos, séries de televisão, desenhos animados e outros programas hospedados em seus servidores.
- Os serviços de pesquisa de assistentes de voz em chinês para falantes de chinês que visitam o Japão foram lançados em 2008, com a operadora de sistema de telefone pessoal japonesa parceira Willcom Inc.
- Discovery Networks Asia-Pacific, joint venture com a Discovery Communications, com foco em ciência, tecnologia, espaço, história natural, engenharia, paleontologia, arqueologia, história e cultura.[77]
- O Baidu Index (conhecido como Baidu Zhishu) permite que os usuários procurem o volume de pesquisa e a tendência de certas palavras-chave e frases quentes. Ele pode servir como uma ferramenta de pesquisa de palavras-chave Baidu.
- Baidu Bookmarks (conhecido como Baidu Soucang) é um serviço de bookmarking social apoiado pela Baidu.com.
- Baidu Browser é um navegador web, lançado pela primeira vez como um beta em julho de 2011.[78][79] Foi observado que a interface do usuário é muito semelhante ao Google Chrome / Chromium.[80]
- Baidu Yi é um sistema operacional de smartphone baseado no sistema operacional Android, anunciado em setembro de 2011.[81]
- A Baidu Library é uma plataforma online aberta para os usuários compartilharem documentos. Todos os documentos na Baidu Library são carregados pelos usuários e o Baidu não edita ou altera os documentos. Os usuários podem ler e baixar notas de palestras, exercícios, exames de amostra, slides de apresentação, materiais de vários assuntos, variedade de modelos de documentos, etc. No entanto, não é completamente gratuito. Para baixar alguns documentos, os usuários devem ter pontos Baidu suficientes para cobrir os pontos solicitados pelos uploaders. Os usuários podem ganhar pontos do Baidu fazendo contribuições para a Biblioteca do Baidu e outros usuários, como fazer upload de documentos, categorizar documentos, avaliar documentos, etc.
- O Baidu Experience é um produto do Baidu com foco principal no suporte aos usuários com problemas práticos. Em outras palavras, ajuda os usuários a resolver o problema de "como fazer". Foi lançado em outubro de 2010. Na arquitetura, o Baidu Experience integrou e reformulou o Baidu Encyclopedia e o Baike Knows. A primeira diferença entre o Baidu Experience e o Baidu Knows é que o primeiro se concentra em problemas específicos de "como fazer", enquanto o segundo contém uma gama mais ampla de problemas. A segunda diferença é que os usuários podem compartilhar sua experiência sem serem solicitados no Baidu Experience.
- Baidu around You é uma plataforma de busca e compartilhamento com o objetivo de apoiar os usuários a tomar suas decisões de consumo. Atualmente, existem 7 categorias principais de informações sobre o Baidu ao seu redor, incluindo comida, compras, recreação, hotéis, fitness, beleza e viagens. Além disso, o Baidu ao seu redor fornece aos usuários serviços convenientes e informações locais, parcialmente provenientes dos usuários e pesquisáveis por cidades.
- Qunar (Qunar Cayman Islands Limited), serviço de reserva de viagens controlado pela Baidu.[82] A partir de 2013, a Qunar tinha 31,4 milhões de usuários ativos e levantou US $167 milhões em sua oferta pública inicial naquele ano. Está listado na NASDAQ.[83]
- Baidu Duer: Outra adição à família de assistentes virtuais.[84]
- Baidu Zhanzhang: O conjunto gratuito de ferramentas para webmasters oferecidas pelo Baidu.[85][86]
- Baidu music, um serviço de música.
- Baidu news feed, um serviço de notícias.
- Baidu Wallet, uma carteira móvel com mais de 100 milhões de usuários chineses. Sua recente parceria com a PayPal permite que os usuários façam pagamentos no site de comércio eletrônico internacional de 17 milhões de PayPal. Seu ex-CEO foi Zhang Zheng Hua, que mais tarde se tornou o fundador da UNPay.[87]
- Baidu CarLife, plataforma de infotainment automotivo semelhante ao Apple CarPlay e Android Auto.

## Anúncios
O principal produto de publicidade do Baidu é chamado Baidu Tuiguang e é semelhante ao Google Ads e ao AdSense. É uma plataforma de publicidade paga por clique que permite aos anunciantes exibir seus anúncios nas páginas de resultados de pesquisa do Baidu e em outros sites que fazem parte do Baidu Union. No entanto, os resultados de pesquisa do Baidu também são baseados em pagamentos de anunciantes. Isso gerou críticas e ceticismo entre os usuários chineses, com comentários diário do Povo (China) em 2018 sobre questões relacionadas à confiabilidade dos resultados do Baidu. Frequentemente, até as duas primeiras páginas de resultados de pesquisa tendem a ser de anunciantes pagos.
O Baidu vende seus produtos de publicidade por meio de uma rede de revendedores. As ferramentas administrativas da Web do Baidu estão todas em chinês, o que torna difícil o uso por não falantes de chinês. Recentemente, uma empresa terceirizada começou a desenvolver uma ferramenta com interface em inglês para programas de publicidade do Baidu. A publicidade paga só pode ser usada por anunciantes com um endereço comercial registrado na China ou em uma lista de outros países do Leste Asiático.

### Pague pela colocação (P4P)
A Baidu se concentra em gerar receitas principalmente de serviços de marketing online. A plataforma de pagamento por colocação (P4P) da Baidu permite que seus clientes alcancem usuários que buscam informações relacionadas a seus produtos ou serviços. Os clientes usam ferramentas on-line automatizadas para criar descrições baseadas em texto de suas páginas da Web e fazer lances em palavras- chave que acionam a exibição de informações e links de suas páginas da Web. A plataforma P4P da Baidu apresenta um processo de inscrição on-line automatizado que os clientes usam para ativar suas contas a qualquer momento. A plataforma P4P é um mercado on-line que apresenta usuários de pesquisa na Internet a clientes que fazem lances para posicionamento prioritárionos resultados da pesquisa. A Baidu também usa distribuidores terceirizados para vender alguns de seus serviços de marketing on-line para clientes finais e oferece descontos a esses distribuidores em troca de seus serviços.
A Baidu oferece determinados serviços de consultoria, como sugestões de palavras-chave, gerenciamento de contas e relatórios de desempenho. O Baidu sugere sinônimos e frases associadas para usar como palavras-chave ou texto nas listagens de pesquisa. Essas sugestões podem melhorar as taxas de cliques da listagem do cliente e aumentar a probabilidade de um usuário entrar em uma transação com o cliente. A Baidu também fornece relatórios diários on-line sobre o número de cliques, palavras-chave clicadas e custos totais incorridos, bem como relatórios estatísticos organizados por região geográfica. No entanto, isso também gerou críticas entre os internautas chineses.

### ProTheme
A Baidu oferece serviços ProTheme para alguns de seus membros da Baidu Union, que permitem que esses membros exibam em suas propriedades os links promocionais de seus clientes que são relevantes para o assunto e conteúdo das propriedades de tais membros. A Baidu gera receitas dos serviços ProTheme com base no número de cliques nos links de seus clientes e compartilha as receitas com seus membros da Baidu Union de acordo com termos pré-acordados. Os serviços de classificação fixa do Baidu permitem que os clientes exibam links de texto sensíveis a consultas em um local designado em suas páginas de resultados de pesquisa. Seus serviços de segmentação permitem que os clientes alcancem seus usuários-alvo da Internet, exibindo seus anúncios somente quando seus usuários-alvo da Internet navegam em determinadas páginas da Web do Baidu.

### TV Baidu
A Baidu opera seu serviço de publicidade, a Baidu TV, em parceria com a Ads it! Media Corporation, uma agência de publicidade online e empresa de tecnologia. A Baidu TV fornece aos anunciantes acesso aos sites de seus membros da Baidu Union, permitindo que os anunciantes escolham os sites nos quais publicam seus anúncios em vídeo com a ajuda de seu sistema de segmentação e correspondência de anúncios. Também oferece um serviço de publicidade de marca, Brand-Link. Em junho de 2008, a Baidu lançou o My Marketing Center, uma plataforma personalizada que integra informações do setor, tendências e negócios do mercado e notícias e relatórios do setor para auxiliar os clientes existentes em seus esforços de vendas e marketing. Outras formas de seus serviços de publicidade on-line permitem que os clientes exibamanúncios sensíveis e não sensíveis a consultas em seus sites, incluindo anúncios gráficos.

## União Baidu
O Baidu Union consiste em vários sites e aplicativos de software de terceiros. Os membros do sindicato incorporam uma caixa de pesquisa ou barra de ferramentas do Baidu e combinam seus links patrocinados com o conteúdo de suas propriedades. Seus usuários podem realizar pesquisas por meio da caixa de pesquisa ou barra de ferramentas do Baidu e podem clicar nos links patrocinados localizados em suas propriedades. A Baidu também lançou programas por meio dos quais exibe a publicidade on-line de seus clientes nos sites da Baidu Union e compartilha as taxas geradas por esses anúncios com os proprietários desses sites da Baidu Union. Em maio de 2011, havia 230.000 sites parceiros que exibiam anúncios da Baidu Union em seus sites.

## Competição
O Baidu  concorre com Petal, Sogou, Google Search, 360 Search (www.so.com), Yahoo! China, Bing e MSN Messenger da Microsoft, Sina, Youdao e PaiPai da NetEase, Taobao da Alibaba, TOM Online e EachNet.
O Baidu é o mecanismo de busca mais usado na China, controlando 76,05% da participação no mercado chinês. O número de usuários de Internet na China atingiu 705 milhões até o final de 2015, de acordo com um relatório do internetlivestats.com.
Em um artigo do The Wall Street Journal de agosto de 2010, o Baidu minimizou o benefício de o Google ter transferido seu serviço de busca da China para Hong Kong, mas a participação do Baidu na receita no mercado de publicidade de busca da China cresceu seis pontos percentuais no segundo trimestre para 70%, de acordo com a empresa de pesquisa Analysys International, com sede em Pequim.
Também é evidente que o Baidu está tentando entrar no mercado de redes sociais da Internet. A partir de 2011, discute-se a possibilidade de trabalhar com o Facebook, o que levaria a uma versão chinesa da rede social internacional, gerenciada pelo Baidu. Este plano, se executado, enfrentaria o Baidu com a concorrência das três populares redes sociais chinesas Qzone, Renren  e Kaixin001, bem como induziria rivalidade com a gigante de mensagens instantâneas, Tencent QQ.
Em 22 de fevereiro de 2012, Hudong apresentou uma reclamação à Administração Estatal de Indústria e Comércio pedindo uma revisão do comportamento da Baidu, acusando-a de ser monopolista.
Em agosto de 2014, a participação de mercado de busca do Baidu na China caiu para 56,3%, enquanto o Qihoo 360, seu concorrente mais próximo que rebatizou seu mecanismo de busca como so.com, aumentou sua participação de mercado para 29,0%, de acordo com relatório da CNZZ.com.
Em fevereiro de 2015, o Baidu foi acusado de usar táticas anticompetitivas no Brasil contra a empresa brasileira de segurança online PSafe e a Qihoo 360 (o maior investidor da PSafe).
Em uma competição contínua em processamento de linguagem natural de IA chamada Avaliação geral de compreensão de linguagem , também conhecida como GLUE, o Baidu assumiu a liderança sobre a Microsoft e o Google em dezembro de 2019.

## Pesquisa e patentes
A Baidu começou a investir em pesquisa de aprendizado profundo e está integrando novas tecnologias de aprendizado profundo em alguns de seus aplicativos e produtos, incluindo o Phoenix Nest. Phoenix Nest é a plataforma de licitação de anúncios do Baidu.
Em abril de 2012, o Baidu JDC solicitou uma patente para sua tecnologia de "reconhecimento de direitos autorais de DNA". Essa tecnologia verifica automaticamente os arquivos enviados por usuários da Internet e reconhece e filtra o conteúdo que pode violar a lei de direitos autorais. Isso permite que a Baidu ofereça uma plataforma livre de infrações.
A Baidu solicitou uma patente de utilidade no Reino Unido, para sua tecnologia proprietária de pesquisa em sites que está atualmente disponível na China.
A Baidu tem mais de 7.000 pedidos de patentes de IA publicados na China, o mais alto do país. A plataforma aberta de IA Baidu Brain disponibilizou mais de 250 recursos básicos de IA para mais de 1,9 milhão de desenvolvedores, enquanto PaddlePaddle, a maior plataforma de aprendizagem profunda de código aberto da China, atende 84.000 empresas. Indústrias em toda a China estão usando a plataforma PaddlePaddle para criar aplicativos especializados para seus setores, desde a aceleração de veículos autônomos da indústria automotiva até aplicativos da indústria de saúde para combater o COVID-19.
Em abril de 2022, o Baidu anunciou que obteve licenças da China para fornecer os primeiros táxis sem motorista. A empresa pretende fornecer serviços de carona sem motorista ao público e tem 10 carros autônomos prontos para começar a oferecer caronas aos passageiros em uma área de 23 milhas quadradas no subúrbio a partir de 28 de abril de 2022.
Em julho de 2022, o Baidu revelou o Apollo RT6, um veículo sem motorista que está planejado para se juntar à frota sem motorista do Baidu em 2023.

## Censura
De acordo com o China Digital Times, o Baidu tem uma longa história de ser o censor online mais ativo e restritivo na área de busca. Documentos vazados em abril de 2009 por um funcionário do departamento de monitoramento e censura interna do Baidu mostram uma longa lista de sites bloqueados e tópicos censurados na busca do Baidu.
Em maio de 2011, ativistas processaram a Baidu nos Estados Unidos por violar a Constituição dos EUA pela censura que realiza de acordo com a demanda do governo chinês. Um juiz dos EUA decidiu  que o mecanismo de busca chinês Baidu tem o direito de bloquear trabalhos pró-democracia de seus resultados de consulta sob direitos de liberdade de expressão, indeferindo um processo que buscava punir a empresa por censura na Internet.
Em 2017, o Baidu começou a se coordenar com o Ministério de Segurança Pública da China, bem como com 372 departamentos de polícia da Internet, para detectar informações relacionadas a "rumores antigovernamentais" e em seguida, inundar "sites, sites de notícias e dispositivos vinculados ao Baidu com alerta dissipando e o chamado de desinformação.".  Isso foi feito usando processamento de linguagem natural, big data e inteligência artificial.
Como parte da pandemia de COVID-19, os reguladores chineses instruíram a Baidu, juntamente com outras empresas de Internet, a "conduzir supervisão especial" sobre notícias e informações relacionadas à doença.
Em novembro de 2022, a Sustainalytics rebaixou o Baidu para "não compatível" com os princípios do Pacto Global das Nações Unidas devido à cumplicidade com a censura.

## Controvérsias

### Morte de Wei Zexi
Em 2016, os resultados da pesquisa P4P do Baidu supostamente contribuíram para a morte de um estudante que tentou uma terapia experimental contra o câncer que ele encontrou on-line. O estudante universitário de 21 anos foi nomeado Wèi Zéxī (魏则西), que estudou na Universidade de Xidian. Wei foi diagnosticado com sarcoma sinovial, uma forma rara de câncer. Ele encontrou o Segundo Hospital do Corpo de Polícia Armada de Pequim (武警北京市总队第二医院) através do mecanismo de busca Baidu, no qual o hospital estava se promovendo. O tratamento não teve sucesso e Wèi morreu em abril de 2016.
Depois que a família de Wei gastou cerca de 200.000 yuans (cerca de US $ 31.150) para tratamento no hospital, Wei Zexi morreu em 12 de abril de 2016. O incidente desencadeou grandes discussões on-line após a morte de Wei. Em 2 de maio de 2016, a Administração do Ciberespaço da China (CAC), o principal órgão de fiscalização do espaço da Internet da China, enviou uma equipe de investigadores para o Baidu. O caso ainda está em curso. Um relatório afirmou que a publicidade médica representa 30% da receita publicitária da Baidu, grande parte da qual vem de hospitais com fins lucrativos que pertencem à "Rede Putian", uma coleção de hospitais em todo o país fundada por empresários médicos associados à região de Putian, na província de Fujian. A investigação levou os reguladores chineses a impor várias restrições ao Baidu, incluindo a adição de isenções de responsabilidade ao conteúdo promocional e o estabelecimento de canais para reclamações sobre os serviços do Baidu. Além disso, a função de pesquisa do Baidu agora direciona em grande parte os usuários para conteúdos publicados em plataformas sob o controle do Baidu, levando o estudioso de mídia chinês Fang Kecheng a proclamar que "o mecanismo de busca Baidu está morto".

### Comercialização do Tieba
O Baidu vendeu a comunidade online de hemofilia, uma das comunidades de Tieba, para hospitais não qualificados. Em janeiro de 2016, a Baidu anunciou que vai parar de vender todos os seus Tieba relacionados com a doença. Em 12 de janeiro, o Baidu anunciou oficialmente ao público que todos os Baidu Tieba para todos os tipos de doenças interromperão completamente a cooperação comercial e só estarão abertos a organizações de bem-estar público autorizadas. Em resposta à decisão da Baidu, Lin Jinlong, presidente da Associação da Indústria Médica e de Saúde de Hunan, disse que os hospitais privados entraram em um período de transformação e atualização da indústria e não dependem mais da publicação de anúncios em barras nem contam mais com rankings competitivos, de modo que a decisão da Baidu não terá um impacto negativo na indústria.

### Fraude de anúncios da subsidiária DO Global em aplicativos baixados
Em 20 de abril de 2019, foi relatado que vários aplicativos para dispositivos Android desenvolvidos pela empresa subsidiária, DO Global (anteriormente DU Group), estavam sub-repticiamente executando programas de fundo de aprimoramento de receita em dispositivos de usuários desde pelo menos 2016. Esses programas, parte de seis aplicativos conhecidos desenvolvidos pela empresa e baixados centenas de milhões de vezes, estavam clicando em anúncios na Internet – mesmo quando os dispositivos estavam ociosos e sem o conhecimento dos usuários finais, a fim de aumentar a receita gerada por "cliques". Apenas um dos aplicativos, todos disponíveis na Google Play Store, havia sido baixado 50 milhões de vezes sozinho e carregava uma classificação de usuário de 4,5 estrelas por dezenas de milhares.
O Google baniu o DO Global e mais de 100 de seus aplicativos da Google Play Store em 26 de abril de 2019. A DO Global também foi banida da Rede AdMob do Google. Aplicativos de outro desenvolvedor, a ES Global, incluindo o ES File Explorer, que pertenciam à DO Global foram banidos da Play Store e a conta foi suspensa.

### Bloco na Índia
Em agosto de 2020, após as escaramuças China-Índia de 2020, o Baidu foi um dos vários sites chineses que foram banidos ou bloqueados na Índia por razões de segurança nacional.